# Dusan Zlatko Vlahovic
Dusan Zlatko Vlahovic (* 10. März 2000) ist ein bolivianischer Leichtathlet, der sich auf den Weitsprung spezialisiert hat.

## Sportliche Laufbahn
Erste internationale Erfahrungen sammelte Dusan Zlatko Vlahovic im Jahr 2024, als er bei den Hallensüdamerikameisterschaften in Cochabamba mit einer Weite von 6,81 m den sechsten Platz belegte. Im Jahr darauf gelangte er bei den Hallensüdamerikameisterschaften ebendort mit 6,80 m auf den elften Platz.
2024 wurde Vlahovic bolivianischer Meister im Weitsprung im Freien und in der Halle.